# Джордж Бенсън
Джордж Бенсън (на английски: George Benson) е американски джаз китарист и певец. Започва професионалния си път на 21 години като джаз китарист. Използва техника за дърпане на струните, в която редува струна с интервал, което е типично за циганските джаз изпълнители като Джанго Райнхарт.

## Биография

### Младежки години
Роден е на 22 март 1943 година в Питсбърг, Пенсилвания. В началото на 60-те години започва да свири соул джаз с музиканти, като Джак Макдъф, а по-късно започва успешна самостоятелна кариера в стилове, като джаз, поп и ритъм енд блус. Награждаван е 10 пъти с Грами.
Бенсън е роден в района Хил в Питсбърг. На 7 години свири на укелеле в кварталната аптека, срещу сумата от няколко долара. На 8 години е нает като китарист в нелицензиран нощен клуб, в петъчните и съботните дни, но полицията скоро затваря заведението. На 10 години записва първия си сингъл, She Makes Me Mad, което е издадено от Ар Си Ей Виктор от Ню Йорк. Името, с което се подписва, е Литъл Джорджи.
Постъпва в Шенли Хай Скул. Още като младеж той се учи да свири директен инструментален джаз по време на отношения, които го задължават да свири няколко години с органиста Джак Макдъф. Един от първите му кумири е кънтри и джаз китариста Ханк Гарланд. На 21 години той записва първия си албум като лидер, The New Boss Guitar, в който участва Макдъф. Следващият му запис е It's Uptown с Джордж Бенсън Куортет, в който са Лони Смит на орган и Рони Кубър на баритон саксофон. Бенсън продължава с George Benson Cookbook, заедно с Лони Смит и Рони Кубър на баритон и барабаниста Марион Букър. Майлс Дейвис наема Бенсън в средата на 60-те и свири на китара на Paraphernalia на Miles in the Sky (1968), преди да отиде във Върв Рекърдс.
Бенсън подписва с джаз лейбъла Си Ти Ай Рекърдс на Крийд Тейлър, с който издава няколко няколко албума. Гостуващи музиканти са няколко джаз величия. Изданието от 1974 г. Bad Benson се изкачва на върха в джаз класацията на Билборд, а неговите наследници, Good King Bad (#51 в поп албумите) и Benson and Farrell (с Джо Феръл), достигат първата тройка. През 1969 г. издава версия на Abbey Road на Бийтълс, наречена The Other Side of Abbey Road. Освен това прави версия на White Rabbit, която по начало е написана и записана от санфранцисканската рок група Грейт Съсайъти и прочула се благодарение на Джеферсън Еърплейн. Бенсън свири на няколко сесии за други Си Ти Ай дейци, включително Фреди Хъбърд и Стенли Търентайн, главно на сполучливия Sugar на последния.
Бенсън е ревностен свидетел на Йехова и има брак с Джони Лий, датиращ от 1965 година. Цитира принципите на вероизповеданието си, като описва музиката си като насочена към любовта и романтиката, а не към сексуалността.

### 70-те и 80-те години
В периода от средата до края на 70-те, когато записва с Уорнър Брадърс Рекърдс, пред него се открива нова аудитория. В изданието от 1976 г. Breezin', той пее главната вокална партия от парчето This Masquerade, което става голям поп хит и му доставя награда Грами за „Най-добър запис на годината“. (Преди това той пее вокалите от време на време, главно в Here Comes the Sun от The Other Side of Abbey Road. Останалата част от албума е инструментална, включваща предаването на Affirmation на Хосе Фелисиано от 1975 г. Breezin' е значим албум в качеството си на първия албум, достигнал платинен статут.
През 1976 г. прави турне със соул певицата Мини Рипъртън, която по-рано същата година е диагностицирана – рак на гърдата. През 1976 г. участва с китара и беквокалист в песента на Стиви Уондър Another Star от албума му Songs in the Key of Life. Записва и оригиналната версия на The Greatest Love of All за биографичния филм от 1977 г. за Мохамед Али, The Greatest; по-късно Уитни Хюстън записва кавър версия с името Greatest Love of All. В този период Бенсън записва с немския диригент Клаус Огерман. Концертната версия на On Broadway, записана няколко месеца по-късно на продукцията от 1978 г. Weekend in L.A., също печели Грами. Работи съвместно с Фреди Хъбърд на няколко от неговите албуми през 60-те, 70-те и 80-те. През 1979 г. става член на Свидетелите на Йехова, където е активен и до днес.
Музикалната компания Куест, подразделение на Уорнър Брадърс, управлявано от Куинси Джоунс, издава пробивния поп албум Give Me The Night, продуциран от Джоунс. Бенсън успява да произведе хитове в Първите 10 поп и ритъм енд блус песни с песента Give Me the Night (написана от бившия кийбордист от Хийтуейв, Род Темпъртън). По-важното е, че Куинси Джоунс окуражава Бенсън да потърси корените си за по-задълбочено вокално вдъхновение, и той преоткрива любовта си за Нат Коул, Рей Чарлс и Дони Хатауей в този период; това се оказва фактор в бъдещите му вокални албуми от 90-те. Макар че се завръща към джаза и китарата напоследък, тази тематичност е приета в изданието от 2000 г. Absolute Benson, включваща кавър на една от най-прочутите песни на Хатауей, The Ghetto. Бенсън събира още три платинени дългосвирещи плочи и два златни албума.
През 1985 г. пласира колаборацията Sunrise с китариста Чет Аткинс, която се изстрелва в класациите за смуут джаз. Това е една от двете песни, издадени на диска на Аткинс Stay Tuned. През 1982 г. участва в Colour Me Blue на Джак Макдъф, първото му участие в албум на Конкорд.

### След 2000 година
Бенсън подписва с Конкорд Рекърдс през 2005 г. и прави турне с Ал Жаро в Америка, ЮАР, Австралия и Нова Зеландия, с които промотира носещия няколко награди Грами албум Givin' It Up. Свири по време на втората Купа Монсун в Теренгану през 2006 г. и в честването на 50-ата Мердека в Малайзия през 2007 г.
През 2008 г. той участва за пръв път във фестивала Мауазине в Мароко.
Като честване на дългогодишните си взаимоотношения с Ибанес, както и за да отбележи 30 години от взаимодействие с Коронните модели Джи 8, Ибанес създава GB30TH, модел с лимитирано разпространение, в който има златно фолийно покритие. Вдъхновение за това е японското изкуство гарахаку. През 2009 г. е признат от Националното финансиране за изкуствата като майстор на джаза, върховното отличие в джаза в страната. Изпълнява на 49-ия пореден Охридски летен фестивал в Македония на 25 юли, както и на спектакъла в памет на Нат Кинг Коул, An Unforgettable Tribute to Nat King Cole, част от Международния джаз фестивал в Турция на 27 юли.
През есента на 2009 г. завършва записите за новия си албум, озаглавен Songs and Stories, заедно с Маркъс Милър, продуцента Джон Бърк и сесийните музиканти Дейвид Пейч и Стив Люкейтър. Като част от промотирането за изданието Songs and Stories, направено от Конкорд Мюзик Груп/Монстър Мюзик, Бенсън участва в Тавис Смайли Шоу, Джими Кимъл Лайв!, и Късно вечер с Джими Фалън.